# Ranunculus cardiophyllus
Ranunculus cardiophyllus är en ranunkelväxtart som beskrevs av William Jackson Hooker. Ranunculus cardiophyllus ingår i släktet ranunkler, och familjen ranunkelväxter. Inga underarter finns listade i Catalogue of Life.